# Успенский 1-й
Успенский 1-й — посёлок в Зиминском районе Иркутской области России. Входит в состав Масляногорского муниципального образования.

## География
Находится примерно в 43 километрах к юго-западу от районного центра.

## Население
| 2002 | 2010 | 2011 | 2012 |
| ---- | ---- | ---- | ---- |
| 86   | ↘28  | →28  | ↘26  |

Гендерный состав
По данным Всероссийской переписи, в 2010 году в посёлке проживало 28 человек (16 мужчин и 12 женщин).